# 강수진 (방송인)
강수진(1977년 7월 7일 ~ )은 대한민국의 프리랜서 아나운서이다.

## 경력
강수진은 이화여자대학교 사회과교육과 학사를 거쳐 한국예술종합학교 영상대학원을 석사 학위하였으며, 2001년에 YTN 공채 7기 앵커 겸 기자로 입사하였다. 이후 2004년 YTN을 퇴사하여 프리랜서로 활동하였다가 2005년에 방송 활동을 중단하였다. 이후 2007년 OBS 《경인TV》에 경력기자로 입사하여, OBS의 메인 뉴스 프로그램인《OBS 뉴스 755》의 주말 진행을 하기도 했다. 2011년부터는 JTBC의 개국 멤버로 방송 기자로 이직하였다가, 2012년 초 다시 《채널A》의 아나운서로 이직하였으며 이후 2012년 7월, 프리 랜서를 선언하였다.

## 진행 중인 프로그램
- 《황호택의 눈을 떠요》(채널A)

## 진행했던 프로그램
- 《과학과 미래》(YTN)
- 《YTN 24》(YTN)
- 《YTN 프라임뉴스》(YTN)
- 《웰컴 사이언스》(YTN)
- 《시네마 투데이》(OBS)
- 《OBS 뉴스 755》(OBS)
- 《신문으로 보는 세상》(채널A)